# Bust d'Osorkon I
El Bust d'Osorkon I, també conegut com a Inscripció d'Elibaal, és la part superior d'una estàtua del faraó egipci Osorkon I, descoberta a Biblos (a l'actual Líban) en el segle xix. Igual que el Sarcòfag de Tabnit de Sidó, està decorat amb dues inscripcions separades i sense relació: una en jeroglífics egipcis i l'altra en escriptura fenícia. El van crear a començaments del segle x abans de la nostra era i fou desenterrat al 1881, molt probablement al Temple de Baalat Gebal.
El jeroglífic és el nom de Nesut-Bity d'Osorkon i la fenícia és una dedicatòria d'Elibaal, rei de Biblos, inscrita sobre la peça a dreta i esquerra del cartutx egipci.
Els detalls de la troballa els va publicar l'arqueòleg francés René Dussaud el 1925.
L'obra és feta en quarsita, i fa 60 cm × 36 cm × 37,5 cm.

## Descobriment

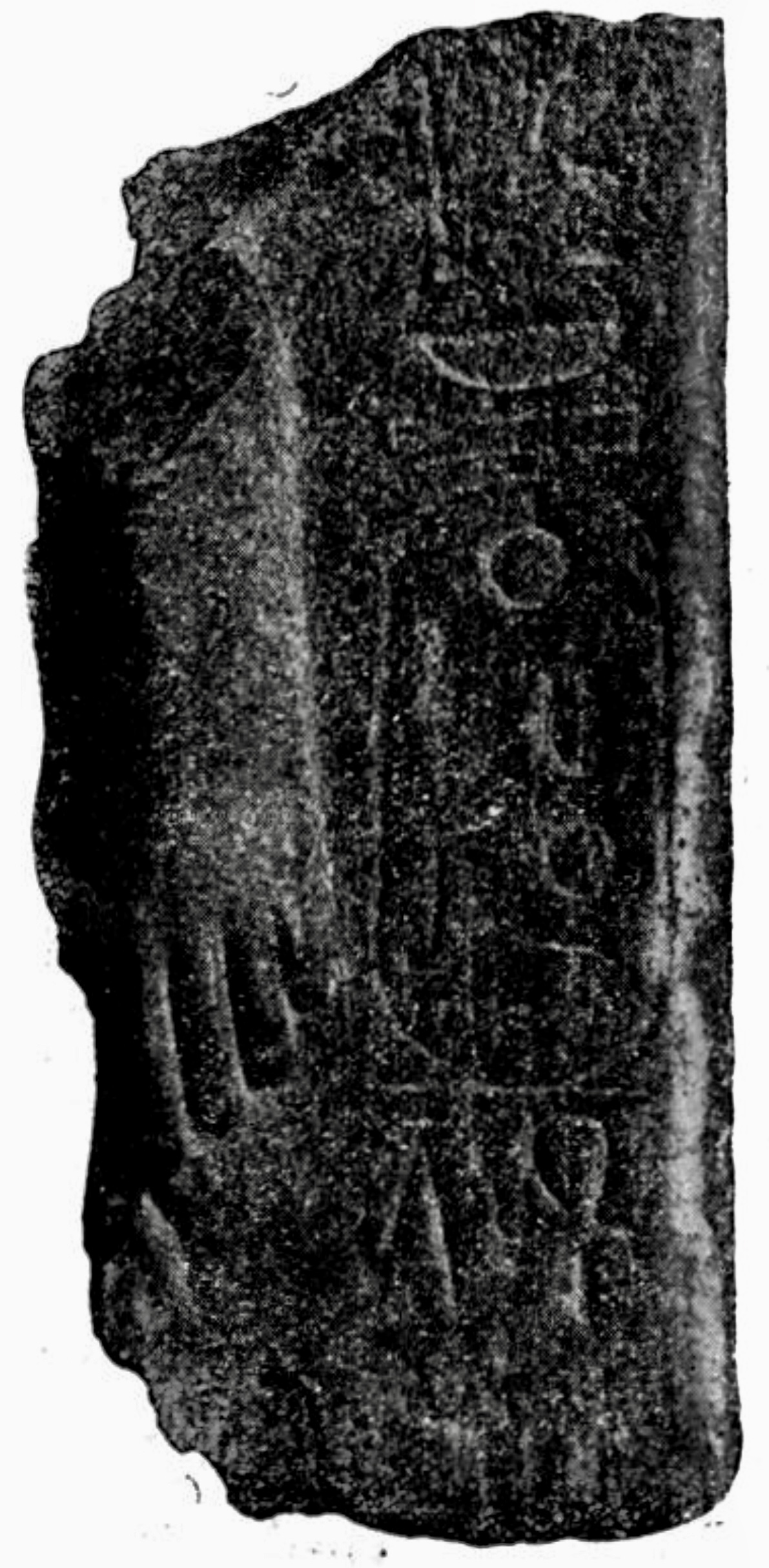
El peu de l'estàtua

El primer esment de l'estàtua el va fer l'arqueòleg alemany Alfred Wiedemann el 1884 (alemany: zwei Fragmente einer grossen Steinstatue sind gleichfalls erhalten geblieben [Im Besitz des Herrn Meuricoffre zu Neapel.] en el seu Ägyptische Geschichte, traduït: "també s'han conservat dos fragments d'una gran estàtua de pedra [propietat del Sr. Meuricoffre a Nàpols.]"
El 1895, Weidemann publicà els jeroglífics egipcis (alemany: Vor nahezu 15 Jahren hatte ich Gelegenheit im Landhause des H. Bankier Meuricoffre zu Neapel eine grosse Statue aus hartem Sandstein des Koenigs Osorkon I kennen zu lernen. Von ihr waren zwei Fragmente erhalten. Zunaechst die Buste, an deren Brust vorn stand, am Guertel befand sich der Cartouchenrest, am Ruekenpfeiler. Dann ein Theil der Basis mit darauf stehenden Fuss.: </link>Traduït: "Fa quasi 15 anys vaig tenir l'oportunitat de visitar la casa de camp del banquer Meuricoffre de Nàpols per a conéixer una gran escultura elaborada en gres dur, del rei Osorkon I. Se'n conserven dos fragments. Primer el bust, damunt el pit del qual es trobava el cartutx, damunt el cinyell hi havia la resta de les cartel·les, i damunt el pilar de pedra. Després una part de la base amb el peu."

## Inscripció fenícia
Traducció:
1. Escultura que va realitzar Elibaal, rei de Biblos, fill de Yeḥi[milk, rei de Biblos]
2. [per a Ba]alat de Biblos, la seua Senyora. Que Baalat [de Biblos] perllongue
3. [els dies d'E]libaal i els seus anys sobre [Biblos]